# Syneora strixata
Syneora strixata là một loài bướm đêm trong họ Geometridae.